# 필묵
필묵(영어: Philmuk)은 대한민국의 캘리그래피 전문회사다. 이전 명칭은 디자인 필(영어: Design Phil)이었다.
1998년 설립된 대한민국 최초의 캘리그래피 전문회사이다. 대표자 김종건을 비롯하여 원광대학교 서예과 졸업생들이 함께 운영하였다.

## 역사
- 1998년 11월 10일: 김종건이 종로구 장충동에서 디자인 필을 시작하였다.
- 2000년: 제일기획, LG HS-AD와 협렵업체를 맺었다.
- 2001년: 강남구 신사동에서 필묵아카데미라는 이름으로 캘리그래피 교육사업을 시작하였다.
- 2001년: 윤디자인과 손글씨 폰트인 필 폰트 10종을 공동 개발했다.
- 2002년: 디자인정글과 업무 제휴를 맺어 캘리그래피 교육을 진행했다.
- 2012년: "한중 캘리그라피 세미나"를 개최했다.
- 2013년: 에이스그룹과 협력업체를 맺었다.
- 2016년: 신사동에 갤러리필묵을 오픈했다.
- 2016년: 망원동으로 본사를 이전했다.
- 2016년: 요가쿨라, 만두카코리아와 MOU를 체결했다.
- 2017년: 북촌한옥마을로 본사를 이전했다.

## 전시
- 2001년 10월: 굿디자인페스티벌 2001 참가
- 2003년 6월: 제1회 필묵디자인전 Design+1 개최_SADI
- 2003년 6월: 필묵의 생활용품전 개최_맥도날드 갤러리
- 2004년 6월: 제2회 필묵디자인전 "캘리그라피+생활" 개최_SADI
- 2004년 12월: 서울디자인페스티벌 디자인 프로모션 참가_COEX
- 2005년 7월: 제3회 필묵디자인전 우리글번짐 개최_SADI
- 2005년 12월: 서울디자인페스티벌 Hot Style 참가_COEX
- 2006년 3월: 四春記 "캘리그라피 작가 4인전"_우림화랑
- 2006년 5월: Wallpaper Global Edit. Italy Milan 초대_Armani-Teatro
- 2006년 12월: 서울디자인페스티벌 Designers 초대_Germany
- 2007년 2월: 한중일 손글씨 디자인 워크숍 개최_여의도 전경련회관
- 2007년 4월: 서울디자인페스티벌 밀란전 초대_이탈리아 밀라노
- 2007년 10월: 세계서예비엔날레 CI기획전 초대_전북소리예술의전당
- 2007년 11월: 제4회 필묵디자인전 남산국악당 개관기념전시: 남산골에 한글주련을 달다 개최_남산국악당
- 2008년 3월: 청계천 문화예술마당 청계천 詩로 흐르다 초대_청계천
- 2008년 9월: 한스타일박람회 한글테마관 초대_COEX
- 2008년 7월: 서울리빙디자인페어 참가_COEX
- 2009년 3월: 제2회 서울디자인올림픽 참가_잠실종합운동장
- 2009년 9월: 제5회 필묵디자인전 필묵10주년기념 포스터 프로젝트: 경계번짐展 개최_마포 디자인클러스터
- 2009년 10월: 필묵생활 김종건 1st 한글멋짓展 개최_The gallery
- 2010년 7월: 제6회 필묵디자인전 새김멋짓展 개최_필묵
- 2010년 9월: 경기디자인페스티벌 캘리그래피 체험관 참가_KINTEX
- 2010년 9월: 100%디자인런던 한국관 참가_Earls court. London
- 2010년 9월: 서울디자인한마당 참가_잠실종합운동장
- 2011년 6월: 제7회 필묵디자인전 바람이 분다 개최_물파스페이스
- 2011년 10월: 제8회 필묵디자인전 필묵생활 개최_예문갤러리
- 2011년 10월: 한글나라 상상마당 한글멋짓 20인展 개최_청계천 광장
- 2012년 6월: 제9회 필묵디자인전한중교류: 바람風 _물파스페이스.
- 2012년 7월: 한중교류전시 서화동원展 개최_RAMADA Hotel&Suite
- 2012년 9월: 제10회 필묵디자인전새김멋짓展 개최_갤러리사각형
- 2012년 10월: 한글평화展 개최_RAMADA Hotel&Suite
- 2012년 10월: 디자인코리아 디자인 융합展 초대_대구 EXCO
- 2012년 10월: 깃발전 홍대앞! 한글로 물들이다 초대_홍대 길거리
- 2012년 10월: 제11회 필묵디자인전 필묵생활展 개최_예문갤러리
- 2012년 10월: 한글나라 상상마당 한글멋짓 20인展 개최_청계천 광장
- 2012년 12월: 서울디자인페스티벌 필묵展 참가_COEX
- 2012년 12월: 서울미술대전 한글TRANS: 영감과 소통의 예술 초대_남서울시립미술관
- 2013년 6월: 노무현대통령 서거4주기 특별전 노무현을 쓰다 초대
- 2013년 6월: 국제문자예술협회 한중교류전 필묵생활展, 한글평화展 개최_광역희안
- 2013년 6월: 국제문자예술협회 한중교류전 문자예술展 개최_중국 호남사범대학교 미술학원 갤러리
- 2013년 8월: 김종건&권세혁 2인전 까7전 개최_Cafe7
- 2013년 9월: 제10회 광주디자인비엔날레 참가
- 2013년 10월: 제12회 필묵디자인전 필묵생활展 개최_예문갤러리
- 2013년 10월: 한글나라 상상마당 한글멋짓 20인展 개최_청계천 광장
- 2013년 12월: 서울디자인페스티벌 글꼴展, 필묵생활展 참가_COEX
- 2014년 2월: 카페 미루전 개최_카페 미루
- 2014년 2월: 디자인봄장 입는한글展 초대_동대문디자인플라자
- 2014년 7월: 필묵개관특별전 필묵인연展, 필묵생활展, 필묵글꼴展_갤러리필묵
- 2014년 9월: 김종건 세번째 개인전 글씨에 핀 한 송이 꽃 개최_미음갤러리
- 2014년 9월: 2014인천아시안게임 픽토그램 아로새김展 초대_아이스페이스 갤러리
- 2014년 10월: 김종건&김두하&권세혁 3인전 유어예-예술에 노닐다 개최 _제주 신샘공방
- 2015년 3월: 필묵상품展 개최_갤러리필묵
- 2015년 3월: 수강생 종강 사진전 보여주고 싶은 것 개최_갤러리토픽
- 2015년 4월: 필묵100글꼴展 개최_갤러리필묵
- 2016년 3월: 지도자과정 1기 손멋글씨展 개최_인천평생학습관 갤러리다솜
- 2016년 4월: 숨쉬는 먹 초대_로쉬아트홀
- 2016년 7월: 부채전 바람이 분다 개최_카페 델문도
- 2016년 11월: 가을과 겨울을 쓰다 공동개최_광화문 한글누리
- 2017년 4월: 김종건&김영기 2인전 글꽃화병 개최 _갤러리사이
- 2017년 11월: 김종건&방식 2인전 "손끝 붓끝에서 피어나는 꽃" 개최 _갤러리사이